# Organización Profesional del Transporte en Isla de Francia

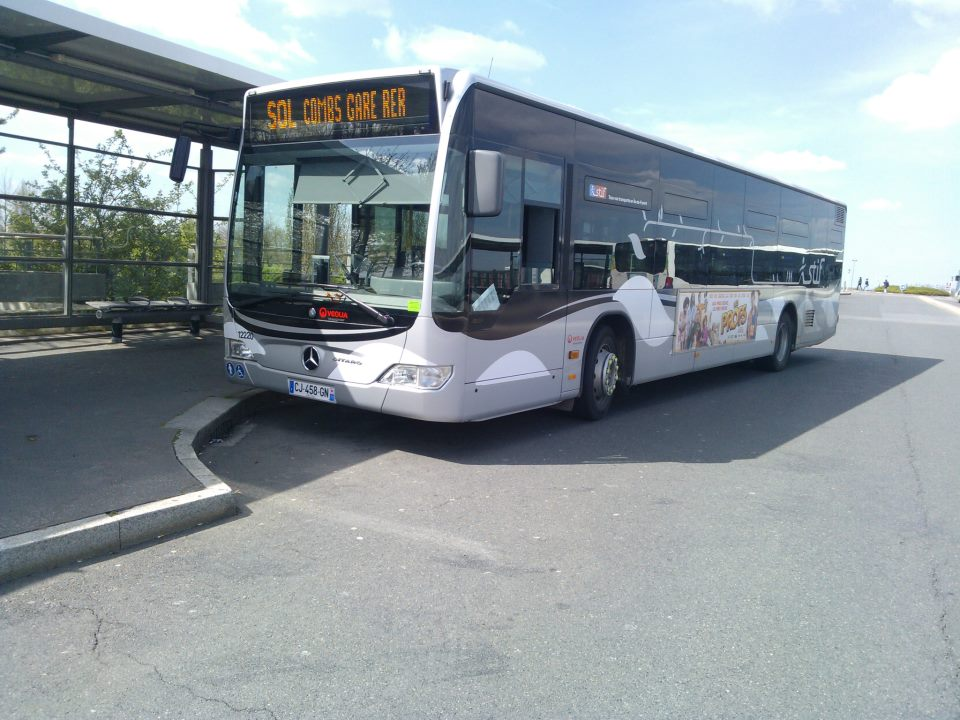
Uno de los terminales de la Organización Profesional del Transporte en Isla de Francia (Optile)

La Organización Profensional del Transporte en Isla de Francia (en francés Organisation Professionnelle des Transports d'Île-de-France), más conocida por sus siglas Optile, nació en octubre de 2000 al fusionarse la Asociación Profesional de Transportistas por Carretera y la Asociación para el Desarrollo y Mejora de los Transportes en Île-de-France.
Esta asociación agrupa el conjunto de empresas privadas que operan diferentes líneas regulares inscritas en el Plan de Transporte de la Île-de-France (más de 90 en 2005).
Así como las líneas de autobús de la RATP dan servicio a París y el área urbana de los departamentos de Altos del Sena, Valle del Marne y Sena-San Denis, las líneas de las empresas de Optile dan servicio a los departamentos de Essonne, Yvelines, Valle del Oise y Sena y Marne.
El Sindicato de Transportistas de Île-de-France (STIF) coordina las actividades del conjunto de los operadores de transporte de la región, ya sea la RATP, Optile o SNCF.

## Misiones principales
- Representar las empresas adheridas frente a los organismos oficiales encargados del transporte en la región.
- Coordinar sus acciones y mejorar sus redes.
- Restituir los gastos en función de las compensaciones atribuidas por el STIF y asegurar la rentabilidad económica de sus empresas.
- Promover la etiqueta Optile para que sea reconocida por los usuarios.

## Adherentes
Lista (no exhaustiva) de transportistas Optile:
- Société des Autocars de Marne-la-Vallée (AMV) y Europe Autocars: gestionan la red Pep's, con 28 líneas de bus que dan servicio a Lagny-sur-Marne y municipios próximos de Sena y Marne.
- Société des Transports du Bassin Chellois: gestiona la red de bus Apolo7 compuesta de 5 líneas de autobús que dan servicio a Chelles, Brou-sur-Chantereine, Claye-Souilly, Courtry, Le Pin, Vaires-sur-Marne y Villevaudé.
- Athis Cars: líneas de autocares que dan servicio a 22 municipios de los departamentos de Essonne y Valle del Marne, incluyendo las líneas N131 y N132 de Noctilien.
- Autocars Darche-Gros: 27 líneas al este de París que dan servicio a una zona que abarca Marne-la-Vallée, Meaux, La Ferté-Gaucher o Melun.
- Cars Lacroix: 31 líneas que dan servicio a municipios del departamento de Valle del Oise.
- Cars rouges: circuito turístico de París.
- Compagnie des Transports Collectifs de l'Ouest Parisien (CTCOP): 3 líneas que parten de la terminal de autobuses de la estación de La Défense.
- Cars Hourtoule: 20 líneas que prestan servicio al oeste de París en municipios como Mantes-la-Jolie, Poissy, Saint-Quentin-en-Yvelines o Versalles
- Marne et Morin: líneas que dan servicio a una zona a caballo entre los departamentos de Aisne, Oise y Sena y Marne.
- dependiente de Véolia Transport (no adherida a Optile): 80 líneas que prestan servicio en la zona oeste de la Île-de-France:
  - Transports du Val-d'Oise (TVO): 4 líneas.
- Transports Daniel Meyer: 28 líneas que dan servicio a numerosos municipios al sur de París, sobre todo en Essonne y Valle del Marne.

## Cifras (2005)
- 1070 líneas regulares
- 1100 de los 1300 municipios de la región cubiertos
- 24000 paradas
- 4600 conductores
- 250 millones de viajes al año

## Tarifas
La casi totalidad de las líneas de OPTILE están adheridas al sistema tarifario multimodal Carte orange y aceptan el ticket T+.